# Garibaldimonument (New York)
Het Garibaldimonument of het Beeld van Giuseppe Garibaldi in het Washington Square Park in New York is een bronzen beeld van Giuseppe Garibaldi (1807–1882). Het monument bestaat uit een beeld van 3 meter hoog op een sokkel van graniet. Het is gemaakt door Giovanni Turini en het werd op 4 juni 1888 onthuld.
Deze onthulling had al plaats 6 jaar nadat Garibaldi, de Held van Twee Werelden, was overleden. De opdracht voor het beeld werd verstrekt door Carlo Barsotti die via Italiaans-Amerikaanse krant Il progresso italo-americano een inzamelingsactie was gestart om het beeld te financieren.